# Marry Me (Krista Siegfrids)
Marry Me is een single van de Finse zangeres Krista Siegfrids. Het was de Finse inzending voor het Eurovisiesongfestival 2013 in Malmö te Zweden. Het stootte door naar de finale en eindigde er op de 24ste plaats. Het nummer is geschreven door Siegfrids zelf, Erik Nyholm, Kristofer Karlsson en Jessika Lundström. 